# ドリームタウンALi
ドリームタウンALi（ドリームタウンアリー）は青森県青森市浜田にある複合型ショッピングセンター。
地域住民からは「アリー」または「ドリームタウン」と呼ばれている。

## 概要

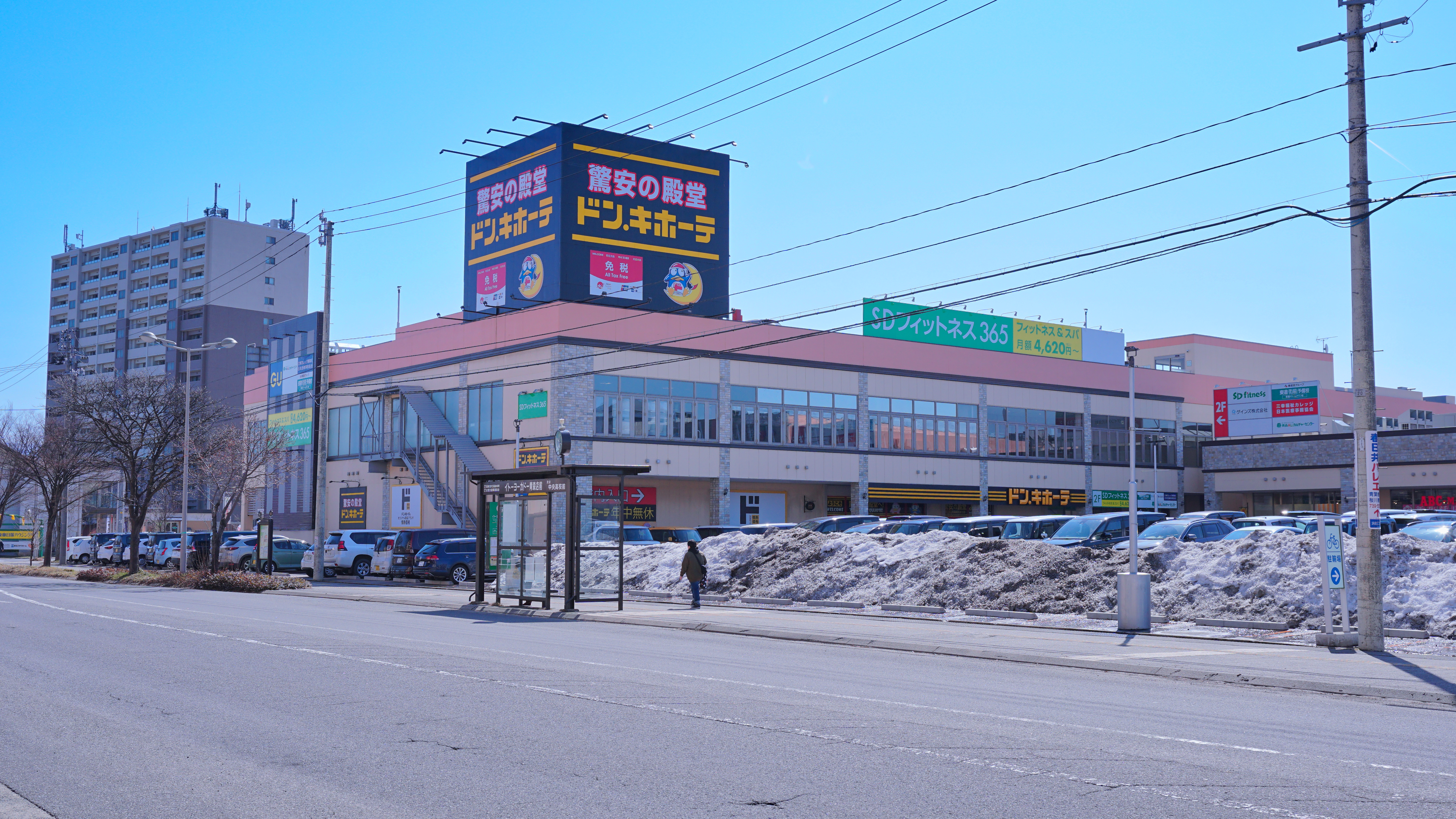
ドン・キホーテ青森観光通り店

青森自動車道青森中央ICの完成や、イトーヨーカドー青森店の開業などで急成長した浜田地区に、2007年9月28日より順次オープンした。青森市がコンパクトシティ構想のまちづくりを実践していて郊外型ショッピングセンターの開発が懸念されている中での開業だった。
ドン・キホーテやラウンドワン、フレッシュネスバーガー（その後閉店し現かつや青森西バイパス店へ移転したが現在は閉店）といった青森県初進出店舗、Right-on、ABCマートといった青森市初進出店舗が数多く入居したため話題となり、浜田地区を賑わせている。
ALi内にはスーパーマーケットが出店していないことから、近接するイトーヨーカドー（現在のシーナシーナ）の食料品売り場が開業後から賑わっている。
また、近隣にはCiiNA CiiNA 青森（旧イトーヨーカドー）のほかイオンタウン青森浜田、サンロード青森などが出店しているため、激戦区に立地している。

## 名前の由来
施設の愛称である「ALi」には、次のような意味がこめられている。
1. 「アオモリ」
2. 地域の皆様に愛される施設を目指し、お客様への『感謝』の気持ちを込める意で「アリガトウ」
3. 『存在する』という意味の「在り（アリ）」
4. ポルトガル語で『そこへ、あそこへ』という意味の「アリ」
5. ファッションやレストラン・アミューズメントなど、魅力的なお店がたくさん『有り』の「アリ」

## 入居テナント
入居テナントの詳細については公式サイト「ショップ情報」を参照。

### A棟
- ユニクロ（ファミリーカジュアル）
- ダイソー（バラエティ雑貨）
- 洋服の青山（紳士服・洋品小売）

### B棟
- 1F
  - ライトオン（ジーンズ&カジュアル）
  - シュー・ラ・ルー（レディス・レディス雑貨・キッズ）
  - ABCマート（シューズ）
  - AMO'S STYLE（ランジェリー）
  - イタリアントマトカフェJr.（カフェ）
  - サブウェイ（サンドイッチ） - 青森県1号店
  - POLA（エステ）
  - ブランシュウェディングサンクチュアリ（貸衣装）
  - HOLLY WOOD OUTLET（古着屋）
  - Eyelash Salon Blanc（まつ毛エクステ）
  - AMERICAN HOLIC（アパレル）
  - セレクトショップLADY（韓国コスメ・輸入雑貨）
  - ROOMS＋MILK（アパレル）
  - グリーンハウス（アウトドアショップ）
- 2F
  - クライマックスボディズ（ダイエット&デトックススパ）
  - フェバリットプレイス（美容室）
  - 幸せ写真スタジオクローバー（写真スタジオ）
  - NOVA（英会話）
  - YAMAHA東京堂青森センター（音楽教室・英語教室）
  - 青森練成会（学習塾）
  - LAVA（ホットヨガ）
  - H.I.S.（海外・国内旅行）
  - 整体・骨盤カラダファクトリー（整体・骨盤サロン）

### C棟
- 1F
  - ドン・キホーテ（総合ディスカウント）
- 2F
  - SDフィットネス（スポーツクラブ）
  - 明光義塾（学習塾）
  - ゲインズ株式会社（エリアビジョン）
  - 三幸カレッジ青森校＜日本医療事務協会＞（介護ヘルパー・医療事務）
  - 青森ALiカルチャーセンター（カルチャーセンター）
  - ラウンドワン（ボウリング・アミューズメント）

### D棟
- ラウンドワン（ボウリング・アミューズメント）
- ドッグガーデンカフェ（ドッグカフェ&ドッグトレーニング&ハイドロセラピー）
- ジーユー（レディス・メンズ・キッズファッション）
- フレアージュスウィート（結婚式場）

## 横断歩道・駐車場問題

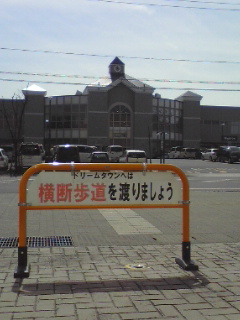
注意書きとALi

イトーヨーカドー（現在はCiiNA CiiNA 青森）とALiとの往来を信号機のある横断歩道を渡らずに、最短距離を横断する客が多く、道路を通行する運転手からイトーヨーカドー（当時）に苦情が殺到した。そのため、イトーヨーカドー・ALiは、敷地内に「ドリームタウン（ヨーカドー）へは横断歩道を渡りましょう」という注意書きを掲示している。※現在は撤去されている。
市民からは「横断歩道や歩道橋をつくるべきでは」という声が多数寄せられ、バス停付近に横断歩道が設置されたが、近年、信号機が設置された。
また、2011年頃から付近の盛運輸アリーナ（青森県営スケート場）において大物アーチストによるコンサートが開催されるようになり、コンサート来場者（地元ナンバー以外が多い）による無断、長時間駐車が問題化している。特に2014年5月下旬に開催されたコンサートでは、立て看板による注意書きにもかかわらず無断、長時間駐車が後を絶たず、夜8時を過ぎた時点でもスペースが全く空かず状態が続き、駐車場内を回る車が絶えなかった（真の買物客はコンサートが行われていることさえ知らなかったもよう）。これ以降も同様のコンサートが年数回行われているので各テナントでは対策に頭を悩ませているのが現状である。同様に近隣のケーズデンキ青森本店、スーパードラッグアサヒ中央店他でも同様の無断、長時間駐車が多発。更にコンサート主催会社の告知や情報提供不足、来場者自身のマナー違反も重なり年々深刻化しているようである。

## 近隣
- CiiNA CiiNA 青森
  - アカチャンホンポ
  - コメダ珈琲店
- サンロード青森
  - イオン青森店
- イオンタウン青森浜田
  - サンデー
  - マックスバリュ
- 青森県立青森中央高等学校
- 青森山田中学高等学校
- 青森県営スケート場
- ケーズデンキ青森本店By Denkodo
- スーパードラッグアサヒ青森中央店